# روي كينغ
روي كينغ (بالإنجليزية: Roy King)‏ هو نحات أمريكي، ولد في 22 نوفمبر 1903 في ريتشموند في الولايات المتحدة، وتوفي في 29 أغسطس 1986 في Hampton Beach, New Hampshire ‏ في الولايات المتحدة.